# امرأة واحدة لا تكفي (فلم)
امرأة واحدة لا تكفي هو فيلم مصري عرض عام 1990، بطولة أحمد زكي ويسرا وسماح أنور وفيفي عبده ويونس شلبي. الفيلم قصة عماد الدين أديب وسيناريو وحوار عبد الحي أديب وإخراج إيناس الدغيدي.

## قصة الفيلم
يتعرف الصحفي حسام بأميرة الصحفية الثرية التي لها علاقة بعدد من المسئولين، وأيضًا يتعرف على هنادي إحدى ضحايا عمارة متهدمة في حي شعبي، أما ريم الطالبة الجامعية المتمردة التي تم اعتقالها أكثر من مرة فيتعرف عليها حسام أثناء ندوة يديرها في الجامعة. يتعلق حسام بالنساء الثلاث وهن يبادلنه مشاعره. تسعى أميرة لدى أحد المسئولين لتعيين حسام رئيسًا للتحرير، كذلك تسعى لدى الحاج شكري
ليعينه مستشارًا إعلاميًّا بشركة توظيف الأموال التي يمتلكها ولكنه عندما يخسر في البورصة ويخسر المودعين أموالهم ينشر حسام فضائحه في مقالته، يدبر شكري لقتله ولكنه ينجو ويسافر إلى الخارج للعلاج، يترك رسالة للفتيات الثلاث يعرب فيها عن حبه لهن وصعوبة الاختيار بينهن.

## طاقم التمثيل
- أحمد زكي: (حسام)
- يسرا: (أميرة)
- سماح أنور: (ريم)
- فيفي عبده: (هنادي)
- يونس شلبي: (فوزي)
- حسن مصطفى: (الحاج شكري)
- سعيد عبد الغني: (شوقي)
- إبراهيم نصر: (لولو)
- إيناس الدغيدي: (المرأة الرابعة)
- مجدي سعيد: (سامي)
- أحمد أبو عبية: (دكتور بالجامعة)
- توفيق الكردي: (الطبيب)
- سالي
- عبد المنعم المرصفي
- نجيب رشدي
- سيد علام
- طارق مندور
- أسماء السيد: (الطفلة سعيدة)

## فريق العمل
- إخراج: إيناس الدغيدي
- قصة: عماد الدين أديب
- سيناريو وحوار: عبد الحي أديب
- مدير التصوير: محسن نصر
- مونتاج: سلوى بكير
- إنتاج: أفلام مصر العربية (واصف فايز)
- موسيقى تصويرية: هاني شنودة
- توزيع: أفلام مصر العربية (واصف فايز)